# مينان (أيداهو)
مينان (بالإنجليزية: Menan)‏ هي مدينة أمريكية تقع في ولاية أيداهو. تبلغ مساحة هذه المدينة 2.5 (كم²)،ويبلغ عدد سكانها 707 نسمة حسب إحصاء سنة 2010 م 707.تشير إحصاءات سنة 2000م بأن الكثافة السكانية في هذه المدينة تقدر بـ(287.7) نسمة/كم2

## التركيبة السكانية
قام مكتب تعداد الولايات المتحدة بتحديد بيانات التركيبة السكانية لمينان في تعداد الولايات المتحدة. في ما يلي، التركيبة السكانية حسب تعدادي 2000 و2010.

### تعداد عام 2000
بلغ عدد سكان مينان 707 نسمة بحسب تعداد عام 2000، وبلغ عدد الأسر 220 أسرة وعدد العائلات 187 عائلة مقيمة في المدينة. في حين سجلت الكثافة السكانية 745.0 نسمة لكل ميل مربع (287.6/كم2). وبلغ عدد الوحدات السكنية 233 وحدة بمتوسط كثافة قدره 245.5 نسمة لكل ميل مربع (94.8/كم2).
وتوزع التركيب العرقي للمدينة بنسبة 87.13% من البيض و0.14% من الأمريكيين الأصليين و0.14% من سكان جزر المحيط الهادئ و1.27% من عرقين مختلطين أو أكثر.
بلغ عدد الأسر 220 أسرة كانت نسبة 44.5% منها لديها أطفال تحت سن الثامنة عشر تعيش معهم، وبلغت نسبة الأزواج القاطنين مع بعضهم البعض 72.7% من أصل المجموع الكلي للأسر، ونسبة 7.3% من الأسر كان لديها معيلات من الإناث دون وجود شريك، وكانت نسبة 15.0% من غير العائلات. تألفت نسبة 11.4% من أصل جميع الأسر من أفراد ونسبة 7.7% كانوا يعيش معهم شخص وحيد يبلغ من العمر 65 عاماً فما فوق. وبلغ متوسط حجم الأسرة المعيشية 3.51، أما متوسط حجم العائلات فبلغ 3.21.
بلغ العمر الوسطي للسكان 30 عاماً. وكانت نسبة 34.1% من القاطنين تحت سن الثامنة عشر، وكانت نسبة 9.5% بين الثامنة عشر والأربعة وعشرون عاماً، ونسبة 24.2% كانت واقعةً في الفئة العمرية ما بين الخامسة والعشرين حتى الرابعة والأربعين عاماً، ونسبة 20.4% كانت ما بين الخامسة والأربعين حتى الرابعة والستين، ونسبة 11.9% كانت ضمن فئة الخامسة والستين عاماً فما فوق. يوجد لكل 100 أنثى 94.2 ذكر، ويوجد لكل 100 أنثى في الثامنة عشر من عمرها فما فوق 95.8 ذكر.
بلغ متوسط دخل الأسرة في المدينة 36,406 دولار، أما متوسط دخل العائلة فبلغ 40,357 دولار. وكان متوسط دخل الذكور 29,531 دولار مقابل 21,750 دولار للإناث. وسجل دخل الفرد الخاص بالمدينة 13,464 دولار. وكانت نسبة 7.3% من العائلات ونسبة 11.9% من السكان تحت خط الفقر، وكان من هؤلاء نسبة 17.0% تحت سن الثامنة عشر ونسبة 6.1% في الخامسة والستين من العمر وما فوق.

### تعداد عام 2010
بلغ عدد سكان مينان 741 نسمة بحسب تعداد عام 2010، وبلغ عدد الأسر 259 أسرة وعدد العائلات 200 عائلة مقيمة في المدينة. في حين سجلت الكثافة السكانية 712.5 نسمة لكل ميل مربع (275.1/كم2). وبلغ عدد الوحدات السكنية 278 وحدة بمتوسط كثافة قدره 267.3 لكل ميل مربع (103.2/كم2).
وتوزع التركيب العرقي للمدينة بنسبة 92.3% من البيض و1.2% من الأمريكيين الأصليين و0.4% من الأمريكيين الأفارقة و2.0% من عرقين مختلطين أو أكثر.
بلغ عدد الأسر 259 أسرة كانت نسبة 41.7% منها لديها أطفال تحت سن الثامنة عشر تعيش معهم، وبلغت نسبة الأزواج القاطنين مع بعضهم البعض 66.0% من أصل المجموع الكلي للأسر، ونسبة 7.7% من الأسر كان لديها معيلات من الإناث دون وجود شريك، بينما كانت نسبة 3.5% من الأسر لديها معيلون من الذكور دون وجود شريكة وكانت نسبة 22.8% من غير العائلات. تألفت نسبة 18.1% من أصل جميع الأسر من أفراد ونسبة 8.9% كانوا يعيش معهم شخص وحيد يبلغ من العمر 65 عاماً فما فوق. وبلغ متوسط حجم الأسرة المعيشية 3.31، أما متوسط حجم العائلات فبلغ 2.86.
بلغ العمر الوسطي للسكان 33.5 عاماً. وكانت نسبة 30.5% من القاطنين تحت سن الثامنة عشر، وكانت نسبة 8.3% بين الثامنة عشر والأربعة وعشرون عاماً، ونسبة 22.6% كانت واقعةً في الفئة العمرية ما بين الخامسة والعشرين حتى الرابعة والأربعين عاماً، ونسبة 25.7% كانت ما بين الخامسة والأربعين حتى الرابعة والستين، ونسبة 12.8% كانت ضمن فئة الخامسة والستين عاماً فما فوق. وتوزع التركيب الجنسي للسكان بنسبة 50.6% ذكور و49.4% إناث.